# Liparis lamproglossa
Liparis lamproglossa är en orkidéart som beskrevs av Rudolf Schlechter. Liparis lamproglossa ingår i släktet gulyxnen, och familjen orkidéer. Inga underarter finns listade i Catalogue of Life.